# Велик пост
Великият пост (или Велики пости, Света Четиридесетница) е период от 7 седмици (наричани и недели)  в християнството (49-те дни преди Възкресение Христово/Великден). 
Това е най-продължителният и важен постен период в годината, част от подготовката за Великден. Целта на постите е, чрез въздържание (не само от определени храни, но и от широк спектър „лоши мисли и дела“) и смирение да се постигне покаяние, за да се посрещне достойно Възкресение Христово. Великият пост е време на посвещаване на човека на Бога, по примера на Христос, който е прекарал 40 дни в пустинята в пост и подготовка за мисията си. През този период човекът скърби заради своята греховност, станала причина за жертвата на Иисус Христос, в старание да преосмисли поведението си и да се моли да му бъдат простени греховете, за да се пречисти телом и духом. За този период има специален сборник с песнопения, т. нар. Постен триод, който съдържа кратък канон обикновено с покаен характер за всеки ден от поста.
В Православната църква Великият пост е подвижен период в църковния календар и конкретните му дати са в зависимост от това кога се пада Великден, който също е подвижен празни; започва по традиция 7 седмици преди Великден. Последната, подготвителна седмица преди постите се нарича Неделя Сиропустна (Сирни заговезни). Постът включва следните седмици: Неделя православна, Неделя на св. Григорий Палама, Неделя Кръстопоклонна (честване сходно с Кръстовден), Неделя на св. Йоан Лествичник, Неделя на преподобната Мария Египетска (в чест на Мария Египетска - светица от 5. -6. век, покровителка на каещите се жени), Връбница (по названието на едноименния празник - Цветница, предхождана от Лазаровден) и Страстната седмица, която завършва с Възкресение Христово (празнува се в неделния ден и в понеделника след него).
Спазват се и в римокатолическата църква. Протестантстките църкви имат положително отношение към постите, без да ги смятат за задължителни.